# Fathi Tarik Fathi Atijja Isma’il
Fathi Tarik Fathi Atijja Isma’il (arab. فتحي طارق فتحي عطيه ;ur. 2 lutego 2001) – egipski zapaśnik walczący w stylu wolnym. Brązowy medalista mistrzostw Afryki w 2020. Wicemistrz mistrzostw arabskich w 2019 i 2021.  Mistrz Afryki juniorów w 2019 i 2020 roku.